# Ruslan Sergejewitsch Daschko
Ruslan Sergejewitsch Daschko (russisch Руслан Сергеевич Дашко; * 13. August 1996 in Jegorlykskaja) ist ein russischer Handballspieler.

## Karriere
Ruslan Daschko spielte ab 2014 für den russischen Erstligisten GK Wiktor Stawropol, mit dem er 2017/18 und 2018/19 am EHF Challenge Cup teilnahm. Anschließend lief der 1,97 m große rechte Rückraumspieler je eine Saison für die spanischen Erstligisten Ángel Ximénez Puente Genil und Helvetia Anaitasuna auf. In der Spielzeit 2021/22 stand er beim spanischen Zweitligisten UBU San Pablo unter Vertrag. Seit 2022 spielt er wieder in Russland für SKIF Krasnodar.
Mit der russischen Nationalmannschaft belegte Daschko bei der Europameisterschaft 2016 den neunten Platz. Im Turnier kam er in sechs Partien auf einen Treffer in nur sechs Minuten Gesamteinsatzzeit.